# Château de Thors
Le château de Thors se situe en Charente-Maritime, dans la commune de Thors. Il ne subsiste rien ou presque aujourd'hui de l'ancien château fort qui relevait alors de l'évêque d'Angoulême. 
Ce château était à l'origine un « repaire », il était habité par un seigneur, mais celui-ci devait le céder à l'évêque dont il dépendait, dès lors qu'il lui en faisait la demande. Le premier seigneur de Thors semble être un certain Eblon de Rochefort.